# Carltheater
Divadlo Carltheater (do roku 1847 Leopoldstädter Theater) se nacházelo ve 2. vídeňském obvodě, konkrétně v ulici Praterstraße 31.

## Dějiny
Toto divadlo dal postavit Karl von Marinelli, k otevření došlo roku 1781 pod názvem Leopoldstädter Theater. Zaměřovalo se na prózy a hudební díla. V roce 1838 budovu koupil Carl Carl (původem z Krakova), který v té době vedl i konkurenční divadlo Theater an der Wien.
Původní divadlo Leopoldstädter Theater bylo přebudováno a znovu otevřeno 10. prosince 1847 pod novým názvem Carltheater. Johann Nepomuk Nestroy vedl divadlo Carltheater v letech 1854–1860. Během toho období přinesl do Vídně nový žánr Offenbachových operet. První díla byla de facto plagiáty, protože ochrana autorských práv v té době v podstatě nefungovala a už vůbec ne na mezinárodní úrovni. 
Před rokem 1882 byl ředitelem orchestru úštěcký rodák Alfred Oelschlegel (1847-1915).
Nová Offenbachova díla měla ve Vídni úspěch, což vedlo Franze von Suppé k tomu, aby žánr převzal a přizpůsobil vídeňskému publiku. Světové premiéry významných Suppého operet Krásná Galatea, Fatinitza i Boccaccio se konaly v divadle Carltheater. I v dalším období se v divadle Carltheater konalo několik světových operetních premiér, jako například Johann Strauss mladší – Vídeňská krev, Franz Lehár – Dráteník nebo Cikánská láska, Oscar Straus – Ein Walzertraum, Leo Fall - Die geschiedene Frau, Oskar Nedbal - Polská krev nebo Krásná Saskia a jiné. Hlavním centrem operety se ale postupně stalo divadlo Theater an der Wien.
V roce 1929 bylo divadlo Carltheater uzavřeno kvůli finančním potížím. Na konci druhé světové války byla v roce 1944 budova divadla silně poškozena bombardováním, a proto v roce 1951 došlo k jejímu úplnému odstranění. Dnes se na místě původního divadla nachází moderní administrativní budova.